# Limnoxenus niger
Limnoxenus niger är en skalbaggsart som först beskrevs av Gmelin 1790.  Limnoxenus niger ingår i släktet Limnoxenus, och familjen palpbaggar. Arten har ej påträffats i Sverige.